# لیل-ورت، کبک
لیل-ورت (به فرانسوی: L'Isle-Verte) شهری در منطقه شهری ریوییر-دو-لو ناحیه با-سن-لوران در استان کبک کانادا است. در سرشماری سال ۲۰۱۱ این شهر ۱٬۵۰۷ نفر جمعیت داشته‌است و مساحت آن ۱۱۲٫۳۳ کیلومتر مربع است.